# As Nasty As They Wanna Be
As Nasty As They Wanna Be es el tercer álbum de estudio de la agrupación de hip hop estadounidense 2 Live Crew, publicado el 7 de febrero de 1989. El álbum ha sido el más exitoso de la agrupación, recibiendo la certificación de doble platino por la RIAA. Las letras del álbum han sido fuertemente criticadas por su contenido sexual explícito.

## Lista de canciones
1. Me So Horny – 4:36
2. Put Her in the Buck – 3:57
3. Dick Almighty – 4:53
4. C'mon Babe – 4:43
5. Dirty Nursery Rhymes – 3:05
6. Break It on Down – 3:59
7. 2 Live Blues – 5:14
8. I Ain't Bullshittin' – 4:27
9. Get Loose Now – 4:36
10. The Fuck Shop – 3:24
11. If You Believe in Having Sex – 3:51
12. My Seven Bizzos – 4:18
13. Get the Fuck out of My House – 4:37
14. Reggae Joint – 4:14
15. Fraternity Record – 4:47
16. Bad Ass Bitch – 4:03
17. Mega Mixx III – 5:44
18. Coolin' – 5:02

## Créditos
- 2 Live Crew	 – Producción
- Jimmy Magnoli	 – Guitarra
- Mr. Mixx	 – Voz, producción, mezcla
- Ted Stein	 – Ingeniería, mezcla
- Ron Taylor	 – Ingeniería, mezcla
- Chris Murphy	 – Ingeniería